# Hetvehely
Hetvehely es un pueblo ubicado en el distrito de Szentlőrinc, en el condado de Baranya, Hungría.

## Superficie
Posee una superficie de 21,38 kilómetros cuadrados.

## Demografía
Hasta 2019 la población era de 455 habitantes, con una densidad de población de 21,28 habitantes por kilómetro cuadrado.